# Pigeon Forge
Pigeon Forge is een plaats (city) in de Amerikaanse staat Tennessee, en valt bestuurlijk gezien onder Sevier County.

## Demografie
Bij de volkstelling in 2000 werd het aantal inwoners vastgesteld op 5083.
In 2006 is het aantal inwoners door het United States Census Bureau geschat op 5913, een stijging van 830 (16,3%).

## Geografie
Volgens het United States Census Bureau beslaat de plaats een oppervlakte van
30,0 km², geheel bestaande uit land. Pigeon Forge ligt op ongeveer 387 m boven zeeniveau.

## Entertainment
In Pigeon Forge bevindt zich het themapark Dollywood, dat voor een belangrijk deel in eigendom is van countryzangeres Dolly Parton. Op de hoofdstraat van Pigeon Forge, de Parkway, bevinden zich ongeveer 10 verschillende theaters. Verder bevinden zich in deze stad het Southern Gospel Museum and Hall of Fame dat zich richt op het muziekgenre southern gospel. In de stad bevindt zich verder nog het Elvis & Hollywood Legends Museum. Een van de meest succesvolle shows in Pigeon Forge is het Comedy Barn Theater. Hatfield McCoy is een grote dinnershow. Terry Evanswood is de bekendste illusionist in Pigeon Forge en zijn show hier draait dagelijks sinds 1996.

## Plaatsen in de nabije omgeving
De onderstaande figuur toont nabijgelegen plaatsen in een straal van 24 km rond Pigeon Forge.